# Benjamin Romualdez

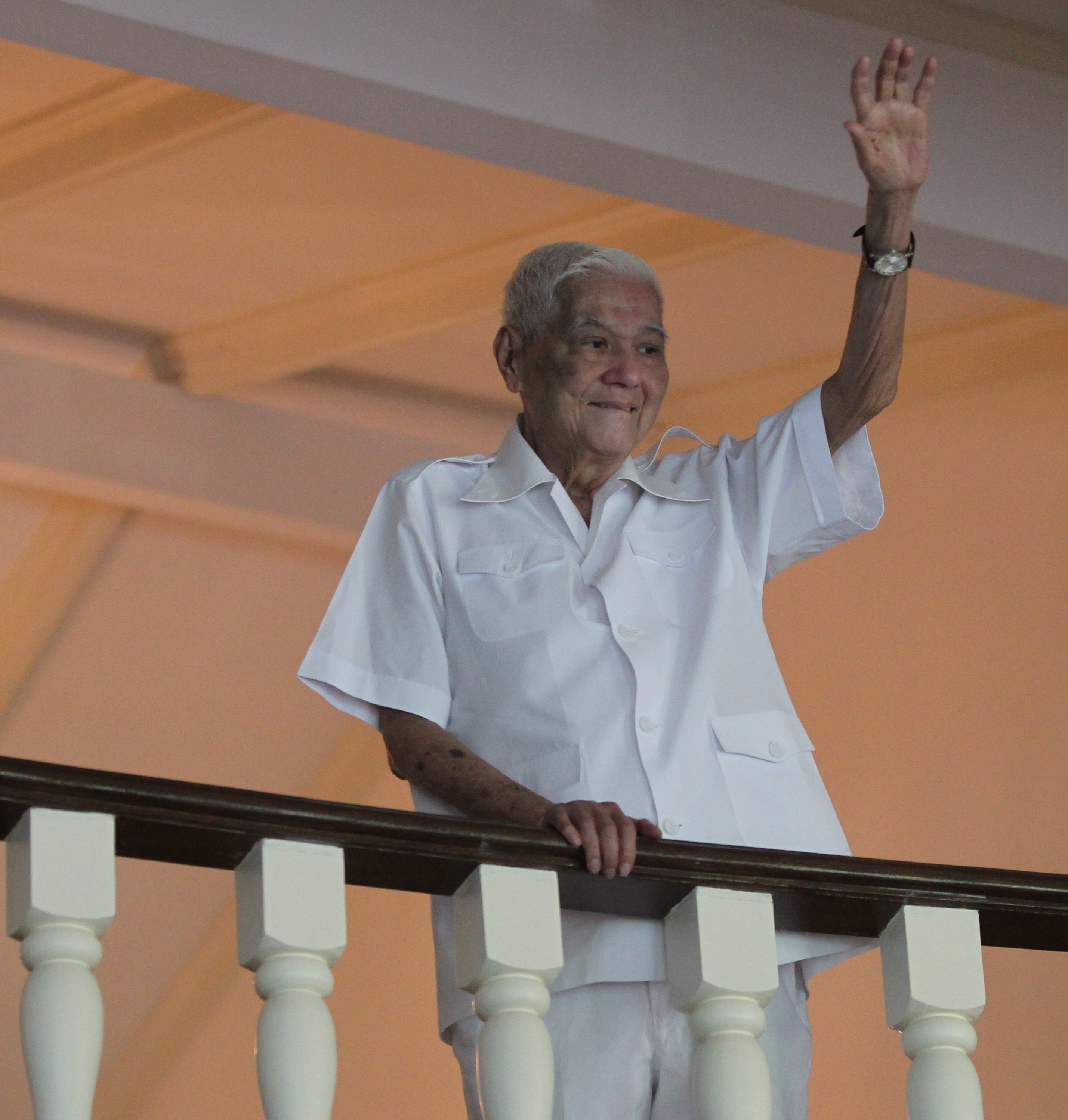
Benjamin Romualdez in 2011

Benjamin "Kokoy" Romualdez (Manilla, 24 september 1930 – Makati, 21 februari 2012) was een Filipijns politicus, diplomaat en zakenman. Hij was de jongere broer van voormalig presidentsvrouw Imelda Marcos.

## Biografie
Romualdez werd op 24 september 1930 geboren in de Filipijnse hoofdstad Manilla. Hij was het tweede kind van Vicente Romualdez en diens tweede vrouw Remedios Trinidad. Zijn politieke carrière begon toen hij in 1967 gekozen werd tot gouverneur van de provincie Leyte, een functie die hij zou vervullen tot februari 1986. In de jaren 70 en 80 werd hij, naast zijn gouverneurschap door zijn zwager Ferdinand Marcos achtereenvolgens benoemd tot ambassadeur van de Filipijnen in de Verenigde Staten van 1956 tot 1967, China van 1976 tot 1978 en Saoedi-Arabië. Ook verwierf hij tijdens het bewind van Marcos een aanzienlijk belang in vele tientallen grote Filipijnse bedrijven. In februari 1986 vluchtte Romualdez na een massale volksopstand samen met Ferdinand en Imelda Marcos naar de Verenigde Staten. Korte tijd later keerde hij echter alweer terug. Hij slaagde er daarna in zijn belangen in diverse van deze bedrijven, zoals Equitable PCI Bank, Benguet Corporation en Philippine Journal Inc. weer terug te krijgen. 
Na de val van Marcos begon de Presidential Commission on Good Government (PCGG) een onderzoek naar weggesluisd overheidsgeld en bezittingen door Ferdinand Marcos en zijn vertrouwelingen. De PCGG stelde daarbij een lijst op met daarop in totaal 61 bedrijven, waarvan beweerd werd dat de belangen in deze bedrijven door Romualdez illegaal verkregen zou zijn. Enkele van deze bedrijven waren Meralco, Mantrade Development Corporation, Meralco Foundation Inc., Philippine Commercial and International (PCI) Bank, First Philippine Holdings, Benguet Corporation, Philtranco Service Enterprise, and Pilipinas Shell Petroleum Corporation. De claim van de overheid op de aandelen ging echter verloren toen de PCGG de meeste zaken niet voor de vastgestelde deadline van februari 1987 aanhanging wist te maken.
Met name zijn minderheidsbelang in Equitable PCI Bank, tegenwoordig onderdeel van Banco de Oro Unibank, bleek lucratief. Volgend Forbes Magazine behoorde Romualdez tot de rijkste inwoners van de Filipijnen; in 2011 stond hij op de 32e plaats gezet in een lijst van de 40 rijkste Filipino's van het Amerikaanse magazine Forbes. Romualdez overleed op 81-jarige leeftijd in het Makati Medical Center aan de gevolgen van kanker.

## Privéleven
Romualdez was gehuwd met Juliet Gomez en had met haar drie zonen en een dochter. Ferdinand Martin Romualdez is ook politicus en werd bij de verkiezingen van 2007 gekozen als lid van het Filipijnse Huis van Afgevaardigden namens het eerste kiesdictrict Leyte. Zijn zoon Benjamin Philip nam de leiding van Benguet Mining van zijn vader over. Zijn derde zoon heet Daniel. Zijn dochter Marean is getrouwd met Thomas Pompidou, de kleinzoon van de vroegere Franse president Georges Pompidou.